# Уптон, Джон
Иван Иванович Уптон (при рождении Джон Аптон; англ. John Upton; 1774, Суссекс, Юго-Восточная Англия — 1851) — английский инженер-строитель, долгие годы работавший в Севастополе, где при покровительстве адмирала М. П. Лазарева спроектировал такие знаковые постройки, как Лазаревские казармы, Инкерманский акведук, Графская пристань и Башня ветров.

## Биография
Сын Джона Аптона, служившего графу Эгремонту инспектором (управляющим) в Петуортском поместье. Так как граф проявлял интерес к улучшению дорог и водных путей, вполне вероятно, что молодой Джон Уптон получил базовые инженерные навыки отчасти от своего отца во время усовершенствования усадьбы графа Эгремонта. В 1815 году Уптон работал над проектом строительства канала из Глостера, соединяющего город с рекой Северн в Беркли. Он предложил план, согласно которому канал должен соединиться с рекой в районе Шарпнесса, а не в Беркли, что и было принято. Уптон также работал строительным подрядчиком в Южном Уэльсе. К 1819 году он под общим руководством Томаса Телфорда работал геодезистом на строительстве участка дороги из Лондона в Холихед.
В 1820-е годы Уптон участвовал в реализации неоготического проекта загородной усадьбы сэра Сэмюэла Мейрика под названием Гудрич-Корт. В 1826 году ему было предъявлено обвинение в растрате денежных средств при закупке строительных материалов для канала в Шарпнессе и предписано явиться в нортгемптонский суд присяжных заседателей. За день до суда, в июле 1826 года, Уптон направился в российскую миссию в Лондоне, которая нанимала строительных инженеров для работ на черноморском побережье Российской империи. По другим сведениям, оказался на юге России в начале 1828 года из-за преследования кредиторами по долгам, связанным со строительством в Гудриче. Автор проекта Гудрич-Корта, архитектор Эдвард Блор, рекомендовал Уптона новороссийскому генерал-губернатору М. С. Воронцову (для которого Блор проектировал дворец в Алупке).
На русской службе инженер Уптон дослужился до звания полковника-инженера. В числе его заслуг: обустройство севастопольской гавани для захода больших кораблей; проектирование водоснабжения и дорог Севастополя. Принимал участие практически во всех строительных инициативах М. П. Лазарева, который в то время командовал Черноморским флотом. Переработав проект Антуана Рокура 1823—1824 годов, в 1835 году начал строительство Севастопольского водопровода.

Работал в Севастополе над строительством огромного комплекса сухих доков для Черноморского флота, которые были сданы незадолго до начала Крымской войны; по завершении осады Севастополя эти доки были разрушены британскими и французскими солдатами.

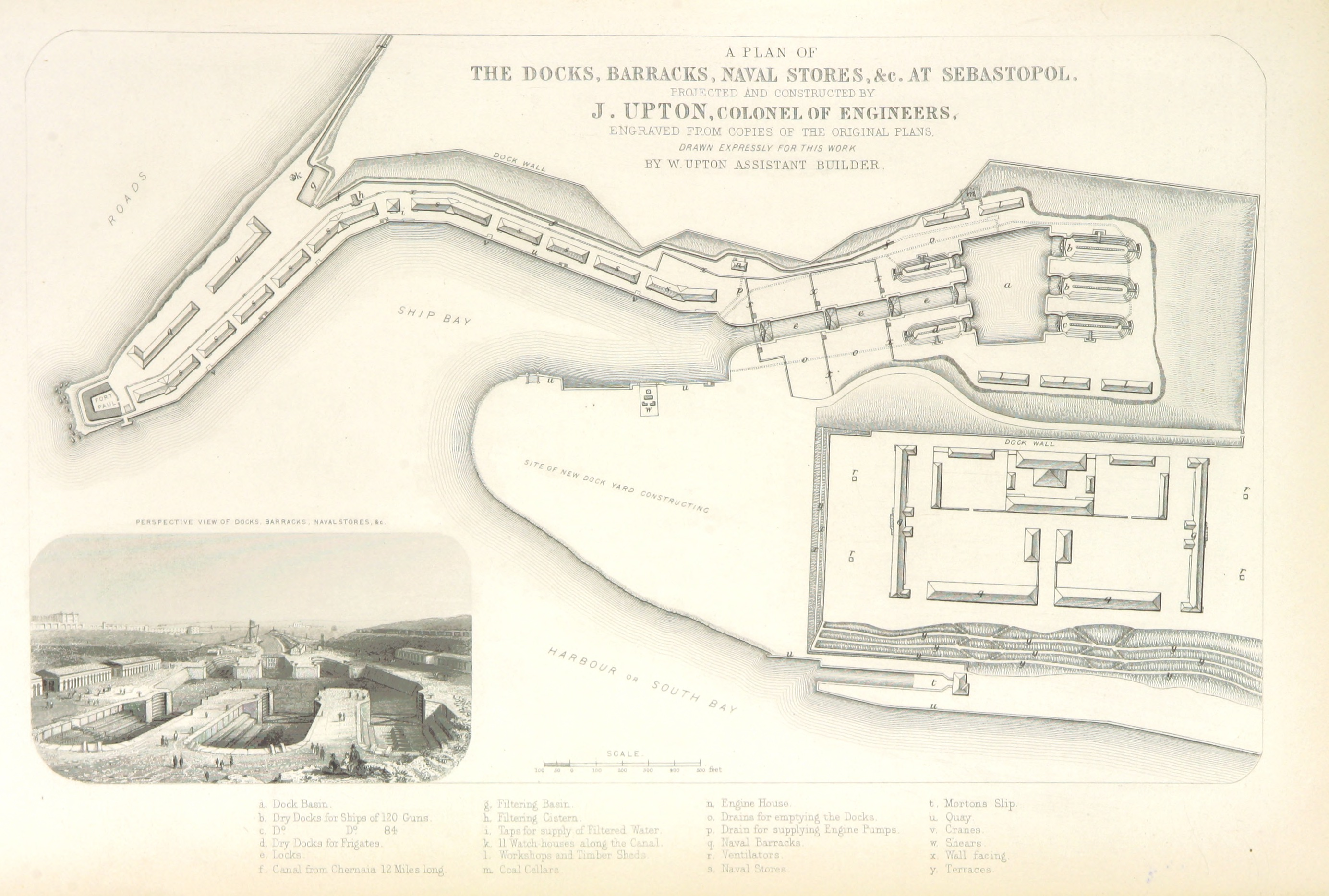
План сухих доков и других сооружений в Севастополе по проекту инженер-полковника Д. Уптона
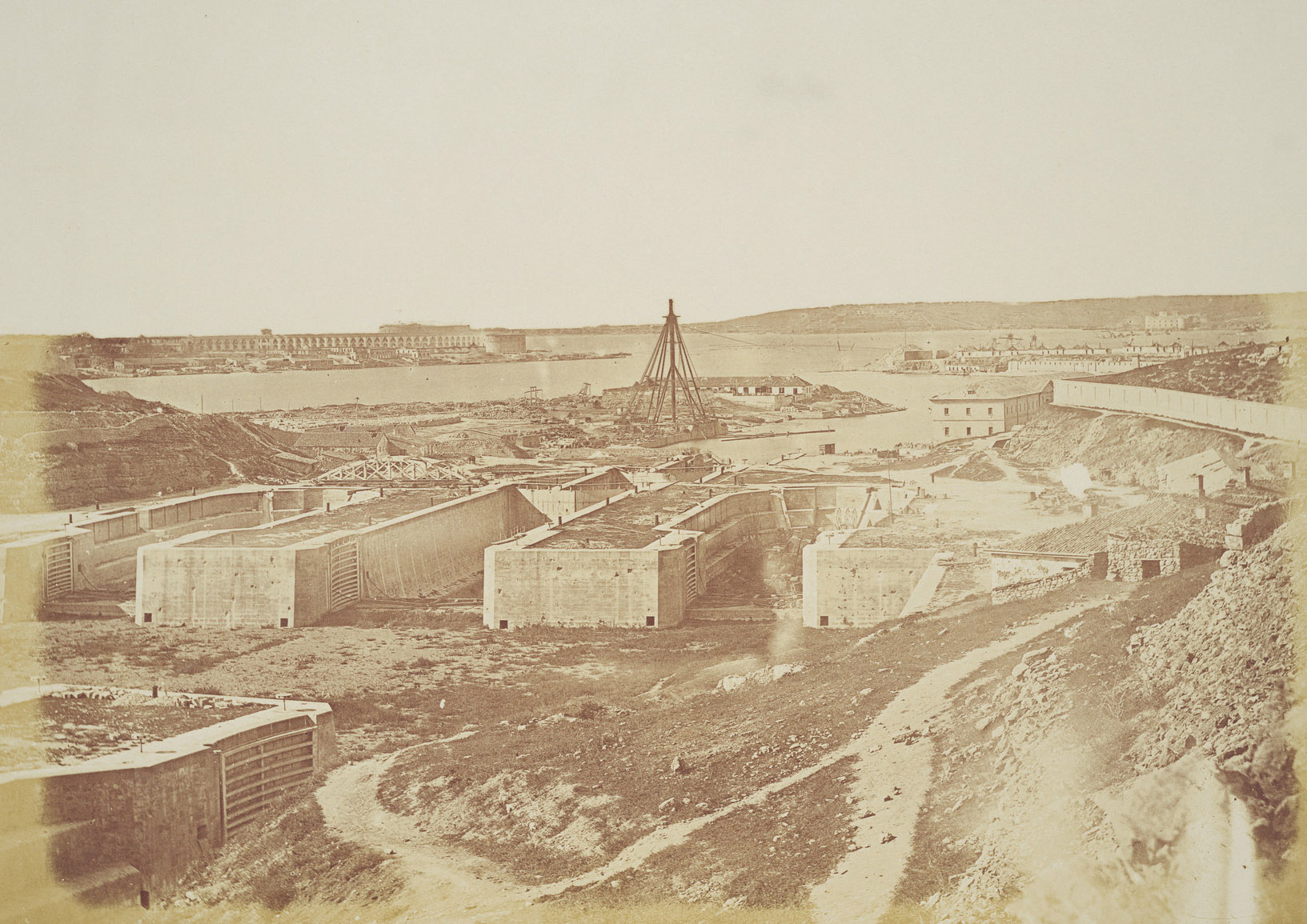
Лазаревские доки до взрыва, 1856 год, фото  Джеймса Робертсона
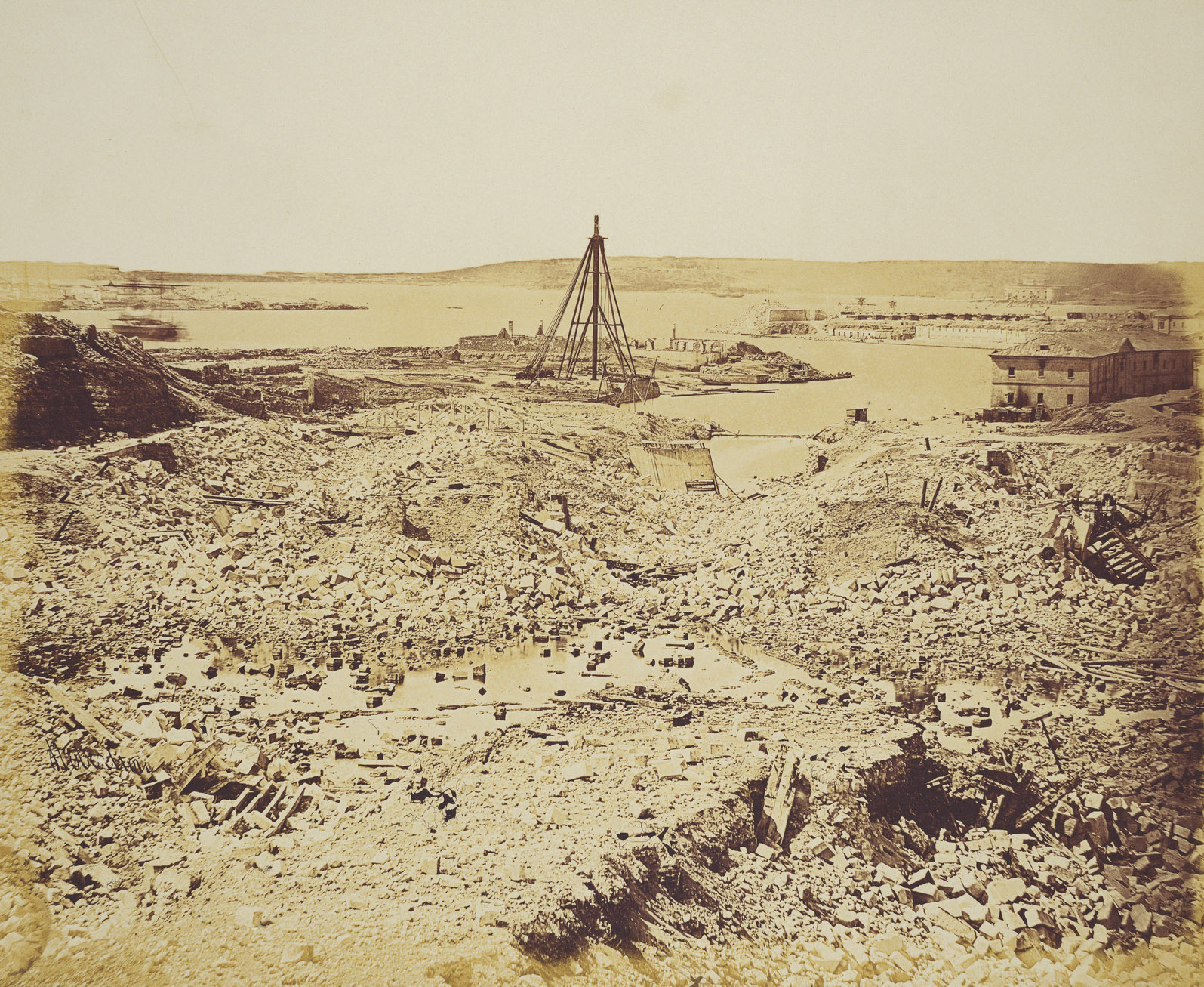
После взрыва

Известно и о деятельности Уптона за пределами Севастополя. Когда строительство Потёмкинской лестницы в Одессе было приостановлено из-за оползней, обвалов грунта и подтоплений, городским властям пришлось обратиться к Уптону как к опытнейшему инженеру. После корректировок, внесённых Уптоном в проект лестницы, строительство было благополучно завершено.

## Семья
В России вместе с Уптоном работали его сыновья Джон, Уильям (во время Крымской войны попал в британский плен), Томас и Самюэл (1814-1879). Последний известен как городской архитектор Севастополя (1838—1845), гражданский архитектор Нового Адмиралтейства (1842—1845), архитектор Кавказских Минеральных Вод (1845—1864), городской архитектор Владикавказа (1864—1871), архитектор Терской области (1871—1874). В 1850 году избран в академики архитектуры.